# خود زندگی (مجموعه تلویزیونی)
خودِ زندگی (لهستانی: Samo życie) یک مجموعهٔ تلویزیونی فیلم درام عامه‌پسند لهستانی است که در سال ۲۰۰۲ منتشر شد.

## گزیدهٔ بازیگران
- اوا بواشچیک
- مونیکا بلی
- استانیسواوا تسلینسکا
- ایرنئوش چوپ
- پشمیسواف کاچینسکی
- توماش ددک
- بئاتا اُلگا کووالسکا
- سواوومیر پاتسک
- ماریوش درنژک
- داریوش شپاکوفسکی
- مونیکا گوژجیک
- ووجیمیش آدامسکی
- تادئوش وویتیخ
- مارک فرانتسکوویاک
- کشیشتف چچوت
- رافائو شیشیتسکی
- پیوتر نواک
- کشیشتف کوئوباشوک
- یانوش اونوفروویچ
- ماتئوش روشین
- کارول پوخچ
- ماگدالنا کاتسپشاک
- هالینا بِدناش
- توماش بواشاک
- آنا وویتون
- آنا یانوخا
- ریشارد باریچ
- باربارا لائوکس
- دانوتا بورسوک
- کاتاژینا گالیتسا
- ادیتا خِـربوش
- ماگدالنا امیلیانوویچ
- مونیکا یاروسینسکا
- آرکادیوش نادر
- شیمون کوشمیدر
- وویچیخ ویسوتسکی
- وویچیخ چروینسکی
- یوانا یژفسکا
- یانوش بوکوفسکی
- ایلونا خوینوفسکا
- کاژیمیش ویسوتا
- داریوش کوردِک
- ماگدالنا کومورک
- کاتاژینا پیرشچونیک
- آنتا تودورچوک-پرخوچ
- پیوتر بوروفسکی
- الکساندرا کیسیو
- یان کوچینیاک
- یاتسک کرول
- یاتسک کوپچینسکی
- یاتسک دوماینسکی
- مونیکا کشیفکوفسکا
- نوربرت راکوفسکی
- یان الکساندروویچ-کراسکو
- الکساندر میکووایچاک
- آنا اوبرتس
- ادیتا اولشوفکا
- مارک کالیتا
- پیوتر پولک
- پاوئو توخولسکی
- کاتاژینا ز. میخالسکا
- کریستینا رودکوفسکا-اوله‌ویچ
- مونیکا آمبروژاک
- میخاو رولنیتسکی
- میخاو کولا
- داریوش یاکوبوفسکی
- استانیسواف باناشوک
- ناتالیا ریبیتسکا
- لیدیا سادووا
- پشمیسواف سادوفسکی
- یژی شیبال
- گژگوش کووالچیک
- ماگدالنا اسمالارا
- کشیشتف استلماژیک
- زبیگنیف سوشنسکی
- مارتا شچیسوویچ
- بارتومیئی شویدرسکی
- بئاتا شچیباکوفنا
- ماگدالنا وویکو
- ماگدالنا زاوادسکا
- دانیل اولبریخسکی
- کاتاژینا پاسکودا
- بئاتا کافکا
- آرتور یانوشاک
- ماگدالنا کوتا
- لشک لیخوتا
- ماریوش سانیترنیک
- پاوئو کرولیکوفسکی
- کریستینا کوئوجِـیچیک
- ماریا کِـلِـیدیش
- یان یانکوفسکی
- هوبرت زدونیاک
- آندژی آندژیفسکی
- توماش بورکوفسکی